# 雷根斯堡采邑主教区
雷根斯堡采邑主教区（德语：Fürstbistum Regensburg；Hochstift Regensburg）是神圣罗马帝国的一个小型教会公国，位于巴伐利亚州的雷根斯堡帝國自由市附近。在美因茨大主教区解散后，它于1803年升格为雷根斯堡大主教区。雷根斯堡亲王主教区与天主教雷根斯堡教區不同，后者要大得多。